# Maison et atelier du maître verrier Jacques Simon
L’ancienne  Maison et atelier du maître verrier Jacques Simon  est un bâtiment de l’architecte Max Sainsaulieu classée "Maison patrimoine du XXe". 

## Histoire
Cette maison de l’architecte Max Sainsaulieu et de son fils Louis Sainsaulieu, est construite en deux fois. En 1913, une première partie est de Max Sainsaulieu complétée en 1927 par Louis Sainsaulieu également architecte.
La fille de Jacques Simon épouse Charles Marq. Ensemble ils reprendront l’atelier historique et le renommeront  Atelier Simon-Marq dans les années 1990.
L’Atelier Simon-Marq a été placé en liquidation judiciaire par le tribunal de commerce le 30 juillet 2019.
Deux figures rémoises et chefs d’entreprises, Philippe Varin et Pierre-Emmanuel Taittinger, rachètent l’entreprise.
Le site de l’atelier historique des ateliers Simon puis Simon-Marq est vendu.
Les ateliers Simon-Marq déménagent et s’installent, en décembre 2020, dans l’église du Sacré-Cœur de Reims.

## Présentation
Cette maison de l’architecte Max Sainsaulieu et de son fils Louis Sainsaulieu.
Elle est située au 44/46 Rue Ponsardin à Reims.
Cette maison, sur trois étages, était à la fois maison d’habitation et atelier. Elle dispose en façade principale d’un bow-window avec une verrière de 2 étages qui constituait la partie atelier.
Les mosaïques et le vitrail en façade sont de Jacques Simon.
Elle est crépie d’ocre rouge, couleur peu courante à Reims.
La maison est classée Maison patrimoine du XXe depuis septembre 2000.
Elle est également reprise comme élément de patrimoine d’intérêt local.

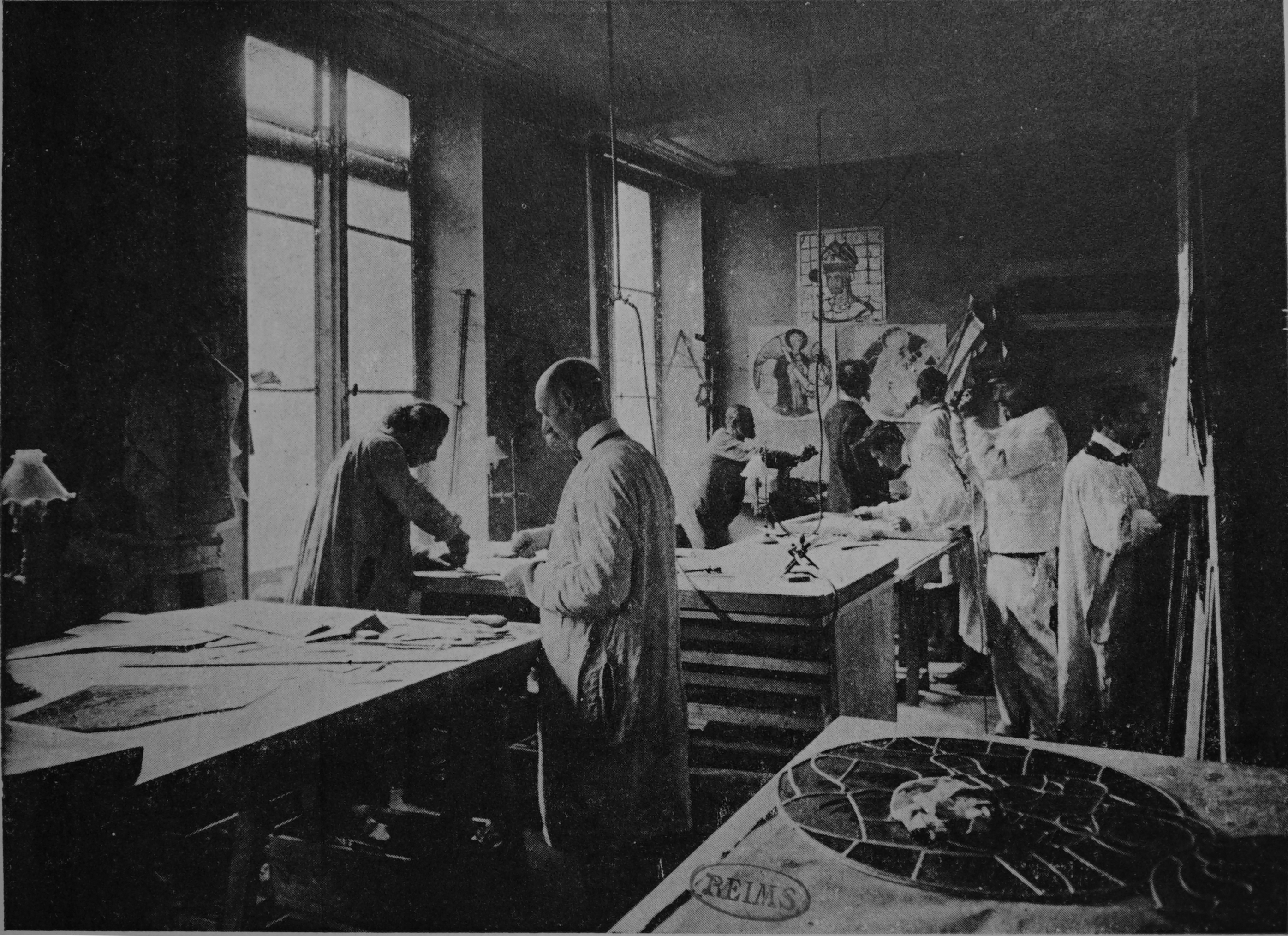
Vue de l'atelier Paul Simon.
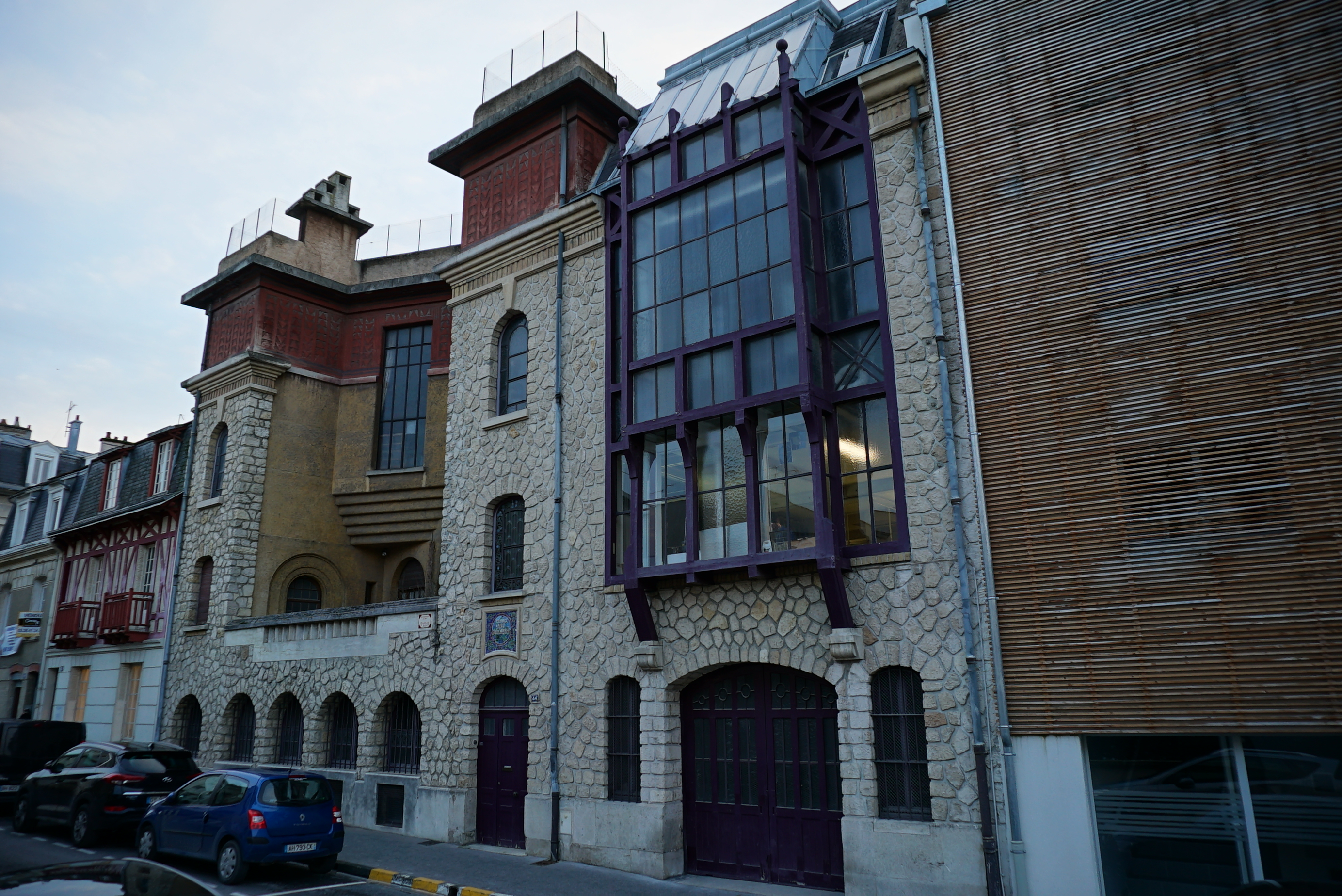
Atelier 44 rue Ponsardin.
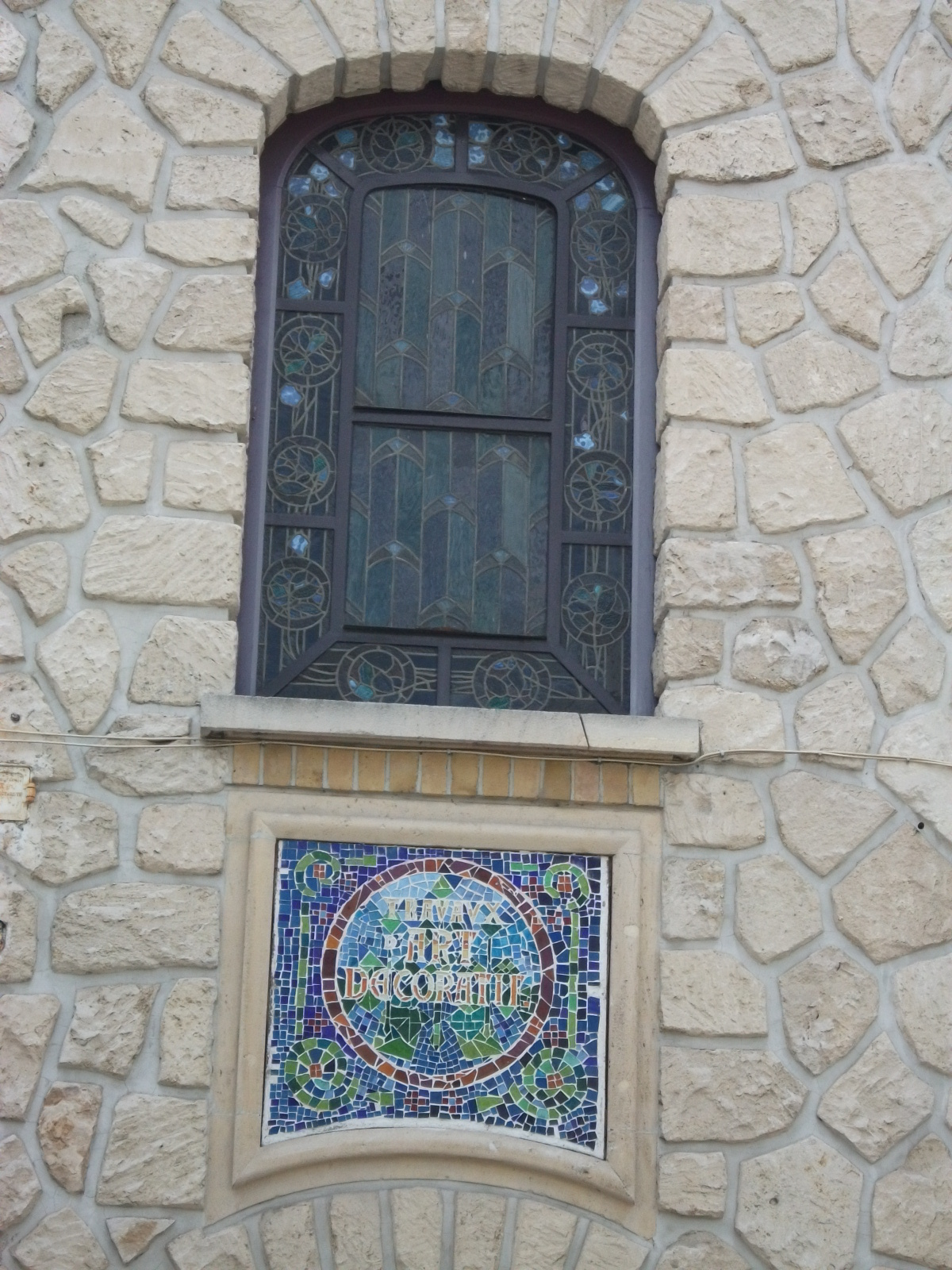
Vitrail et mosaïque de Jacques Simon.